# Harry McShane
Harry McShane (ur. 8 kwietnia 1920 w Holytown, zm. 12 listopada 2012 w Manchesterze) – szkocki piłkarz, który występował na pozycji pomocnika. Ojciec aktora Iana McShane’a.

## Kariera klubowa
Karierę piłkarską rozpoczął w amatorskim klubie Bellshill Athletic, skąd w 1937 przeszedł do Blackburn Rovers. Podczas II wojny światowej służył w Royal Air Force, a także występował gościnnie w Blackpool, Manchesterze City, Port Vale i Reading. We wrześniu 1946 przeszedł do Huddersfield Town, zaś w lipcu 1947 do Bolton Wanderers.
We wrześniu 1950 został sprzedany do Manchesteru United za 5000 funtów, z którym zdobył mistrzostwo Anglii. W lutym 1954 odszedł do Oldham Athletic. Grał jeszcze w amatorskich zespołach Chorley, Wellington Town, Droylesden i Altrincham. W późniejszym okresie był między innymi skautem w Manchesterze United.

## Sukcesy
- Mistrzostwo Anglii: 1951/1952 z Manchesterem United